# Ágel Vilmos
Ágel Vilmos (Budapest, 1959. február 11. –) magyar nyelvész, egyetemi tanár. A nyelvtudományok kandidátusa (1990).

## Életpályája
Szülei: Ágel Vilmos és Szigethy Gabriella. 1978–1983 között az ELTE Bölcsészettudományi Kar és az ELTE Természettudományi Kar német-földrajz szakos hallgatója volt. 1979–1984 között az ELTE portugál szakán tanult. 1983–1990 között az ELTE Bölcsészettudományi Kar (ELTE-BTK) német nyelvészeti tanszékén tanársegéd, 1990–1993 között adjunktus, 1993–1999 között docens volt. 1988-ban doktorált. 1997-ben habitált az ELTE-n. 1999–2000 között a József Attila Tudományegyetem Bölcsészettudományi Karán német nyelvészeti tanszékén docens, 2000–2004 között egyetemi tanár volt. 2004-től a Kasseli Egyetem mai német nyelvészeti tanszékvezető professzora. 2004-től a Zeitschrift für Germanistiche Linguistik társszerkesztője.
Kutatási területe a mai német nyelv grammatikája és a német történelmi grammatika.

## Művei
- Valenztheorie (2000)
- Syntax des Neuhochdeutschen bis zur Mitte des 20. Jahrhunderts (2000)
- Beszéd, írás, megismerés, grammatika, avagy mozaikok a 21. század grammatikaelméletéez (2003)
- Prinzipien der Grammatik (2003)
- Dependenz und Valenz. I-II. (társszerkesztő, 2003-2006)
- Grammatik aus Nähe und Distanz (társszerkesztő, 2006)
- Zugänge zur Grammatik der gesprochenen Sprache (2007)
- Bastian Sick und die Grammatik. Ein ungleiches Duell (2008)
- Nähe und Distanz im Kontext variationslinguistischer Forschung (2010)
- Grammatische Textanalyse. Textglieder, Satzglieder, Wortgruppenglieder (2017)

## Díjai, kitüntetései
- Humboldt-ösztöndíj (1991-1993, 1998)
- Széchenyi professzor ösztöndíj (2000-2003)
- Friedrich Wilhelm Bessel Kutatói Díj (2003)